# Аурел Влаику (Хунедоара)
Аурел Влаику (рум. Aurel Vlaicu) насеље је у Румунији у округу Хунедоара у општини Ђеоађу. Oпштина се налази на надморској висини од 213 m.

## Историја
Према државном шематизму православног клира Угарске 1846. године у месту "Бенценц" живело је 85 православних породица, са придодатим филијарним - 42 из Пишкинца и 37 из Ђалмара. Православни парох је био Јован Иваниш којем су помагала два капелана, поп Василије Поповић и поп Димитрије Дрегој.

## Становништво
Према подацима из 2002. године у насељу је живело 891 становника.

### Попис2002.
| Расподела становништва по националности 2002.‍ | Расподела становништва по националности 2002.‍ | Расподела становништва по националности 2002.‍ | Расподела становништва по националности 2002.‍ | Расподела становништва по националности 2002.‍ |
| --------------------------------------------- | --------------------------------------------- | --------------------------------------------- | --------------------------------------------- | --------------------------------------------- |
|                                               |                                               |                                               |                                               |                                               |
| Румуни                                        | Румуни                                        |                                               | 875                                           | 98,5%                                         |
| Немци                                         | Немци                                         |                                               | 13                                            | 1,5%                                          |